# Sarcoom
Een sarcoom is een kwaadaardige (oftewel maligne) tumor van steun- en tussenweefsels of van de weke delen (de zogeheten mesenchymale weefsels). Een sarcoom is een benaming voor een diverse groep kankergezwellen. Vaak wordt een sarcoom verward met een carcinoom, dat ook een kwaadaardige tumorsoort is, maar van epitheelweefsel afkomstig is. 
Voorbeelden van sarcomen zijn:
- Ewing-sarcoom, komt voornamelijk in botweefsel voor
- Osteosarcoom, in het botweefsel
- Liposarcoom, in het vetweefsel
- Angiosarcoom, in de bloedvaten
- Fibrosarcoom, in het bindweefsel
- Neurofibrosarcoom, in het zenuwweefsel
- Myosarcoom, in het spierweefsel
- Kaposisarcoom, in bloedvaten van de huid en slijmvliezen